# Neoscona punctigera
Neoscona punctigera  (лат.) — вид аранеоморфных пауков рода Neoscona из семейства пауков-кругопрядов (Araneidae). Обитает в Азии.

## Ареал
Встречается на юге Японии и в Южной Корее.

## Биология
Neoscona punctigera является ночным хищником. Паук сплетает ловчую сеть и замирает в ожидании жертвы, которой, как правило, является ночная бабочка или моль. Их привлекают яркие пятна на вентральной стороне брюшка паука. В ночных условиях эти пятна являются приманкой, так как они напоминают распускающиеся ночью цветы, нектаром которых питаются бабочки.

## Галерея

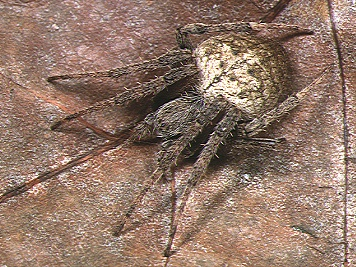
Самка Neoscona punctigera.
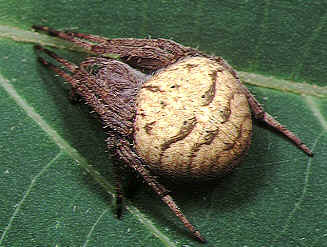
Самка N. punctigera.
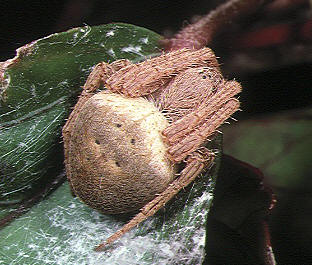
Самка N. punctigera в состоянии покоя.
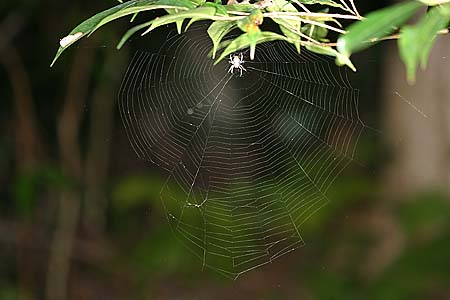
Ловчая сеть N. punctigera.

## Синонимы
- Afraranea punctigera, Grasshoff, 1980
- Aranea opima, Bosenberg & Strand, 1906
- Aranea punctigera, Bosenberg & Strand, 1906
- Araneus lugubris, Simon, 1895
- Araneus opimus, Yaginuma, 1960
- Araneus parascylla, Schenkel, 1963
- Araneus punctigera, Yaginuma, 1986
- Catheistela opima, Yaginuma & Archer, 1959
- Epeira ephippiata, Thorell, 1881
- Epeira indagatrix, L. Koch, 1871
- Epeira manipa, Doleschall, 1857
- Epeira opima, L. Koch, 1878
- Epeira paviei, Simon, 1886
- Epeira punctigera, Doleschall, 1857
- Epeira slateri, Butler, 1879
- Epeira vatia, Thorell, 1877
- Neoscona lugubris, Tikader & Bal, 1981
- Neoscona opima, Yaginuma, 1955